# Bertrameix
Bertrameix est une ancienne commune française de Meurthe-et-Moselle en région Grand Est. Elle est rattachée à celle de Domprix depuis 1812.

## Toponymie
Anciennement mentionné : Bertrameis (1271), Bertramey (1368), Bertrandmey (1594), Bertraminé (1680), Bertramé (1682), Bertramey (1689), Bertramay (1756), Bertramey (1793), Bertrames (1801),.
Du nom de personne germanique Bertramnus et mansus. Mansus est devenu mé ou mi et se place en finale dans le Nord et l'Est de la France. Meix est aussi précisément une « habitation rurale avec dépendances et attenante à un jardin ou verger » (Bertrand, Gaspard, 1841, p. 53). Parfois l'ancien village a subsisté, directement entouré de ses clos, comme le village bourguignon associe dans ses meix la maison à son jardin (Meynier, Paysages agraires, 1958, p. 56).

## Histoire
Bertrameix dépendait de la province du Barrois dans le bailliage d'Étain et du diocèse de Verdun dans la paroisse de Piennes.
Cette commune est réunie à celle de Domprix par décret du 27 janvier 1812.
En 1817, Bertrameix a une population de 52 individus, 9 maisons, un territoire productif de 284 hectares en terres et prés, ainsi que 3 hectares en friches.

## Démographie
| 1793 | 1800 | 1806 |
| ---- | ---- | ---- |
| 158  | 51   | 56   |

## Lieux et monuments
- Église Saint-Nicolas, construite au XIIe siècle